# اتفاق الدوحة (2020)

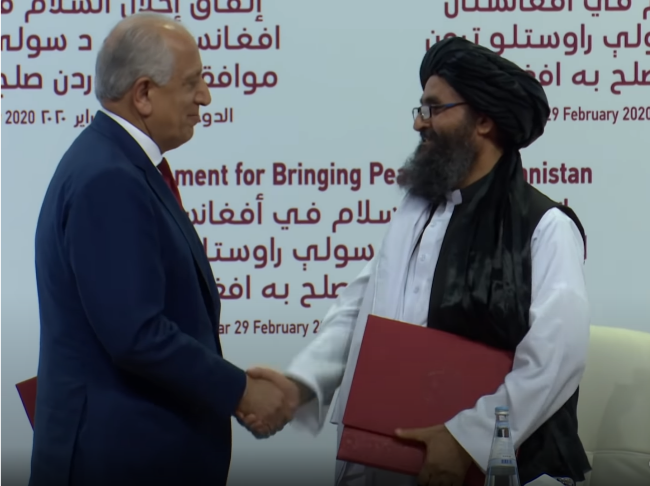
عبد الغني بردار وزلماي خليل زاد بعد توقيع اتفاق الدوحة في قطر.

اتفاق الدوحة 2020 ورسميًا اتفاقية إحلال السلام في أفغانستان هي اتفاقية سلام موقعة بين الولايات المتحدة وطالبان في 29 فبراير 2020 في الدوحة قطر. تشمل بنود الصفقة انسحاب جميع القوات الأمريكية وقوات الناتو من أفغانستان، وتعهد طالبان بمنع القاعدة من العمل في المناطق الخاضعة لسيطرة طالبان، وإجراء محادثات بين طالبان والحكومة الأفغانية. وافقت الولايات المتحدة على خفض مبدئي لقواتها من 13.000 إلى 8.600 بحلول يوليو 2020، يليه انسحاب كامل في غضون 14 شهرًا إذا أوفت طالبان بالتزاماتها. كما التزمت الولايات المتحدة بإغلاق خمس قواعد عسكرية في غضون 135 يومًا، وأعربت عن نيتها إنهاء العقوبات الاقتصادية على طالبان بحلول 27 أغسطس 2020.
تم دعم الصفقة من قبل الصين وروسيا وباكستان وصادق عليها بالإجماع مجلس الأمن التابع للأمم المتحدة، على الرغم من أنها لم تشمل حكومة أفغانستان.
كان من المقرر أن تبدأ المفاوضات بين الأطراف الأفغانية الناتجة في 10 مارس 2020 في أوسلو النرويج. لم يتم تحديد تشكيل فريق التفاوض للحكومة الأفغانية بعد، لأن نتائج الانتخابات الرئاسية الأفغانية لعام 2019 متنازع عليها. تتطلب الصفقة من الحكومة الأفغانية إطلاق سراح 5.000 سجين من طالبان مع بدء المحادثات، في تبادل أسرى مقابل 1.000 جندي حكومي تحتجزهم طالبان. لم تكن الحكومة الأفغانية طرفًا في الصفقة، وفي 1 مارس صرح غاني أنه سيرفض تبادل الأسرى: «لم تلتزم حكومة أفغانستان بالإفراج عن 5.000 سجين من طالبان. ...إطلاق سراح السجناء هو ليس سلطة الولايات المتحدة، بل هي سلطة حكومة أفغانستان». ذكر غاني أيضًا أن أي تبادل للأسرى «لا يمكن أن يكون شرطًا أساسيًا للمحادثات»، ولكن يجب أن يكون جزءًا من المفاوضات. في 2 مارس صرح متحدث باسم طالبان أنهم «مستعدون تمامًا» للمحادثات بين الأفغان، لكن لن تكون هناك محادثات إذا لم يتم إطلاق سراح حوالي 5.000 من سجنائهم. كما قال إن فترة الحد من العنف المتفق عليها قد انتهت وإن العمليات ضد القوات الحكومية الأفغانية يمكن استئنافها.